# ماتياس رودولف
ماتياس رودولف (بالألمانية: Matthias Rudolph)‏ (6 سبتمبر 1982 بباد بلتسيغ في ألمانيا - ) هو لاعب كرة قدم ألماني في مركزي الظهير والدفاع. لعب مع KSV Baunatal ‏ وSV Babelsberg 03 ‏ ونادي هسن كاسل.

## وصلات خارجية
- ماتياس رودولف على موقع قاعدة بيانات كرة القدم.إي يو (الإنجليزية)
- ماتياس رودولف على موقع بيانات كرة القدم. دي إي (الألمانية)
- ماتياس رودولف على موقع عالم كرة القدم.نت (الإنجليزية)